# Sebastòpol

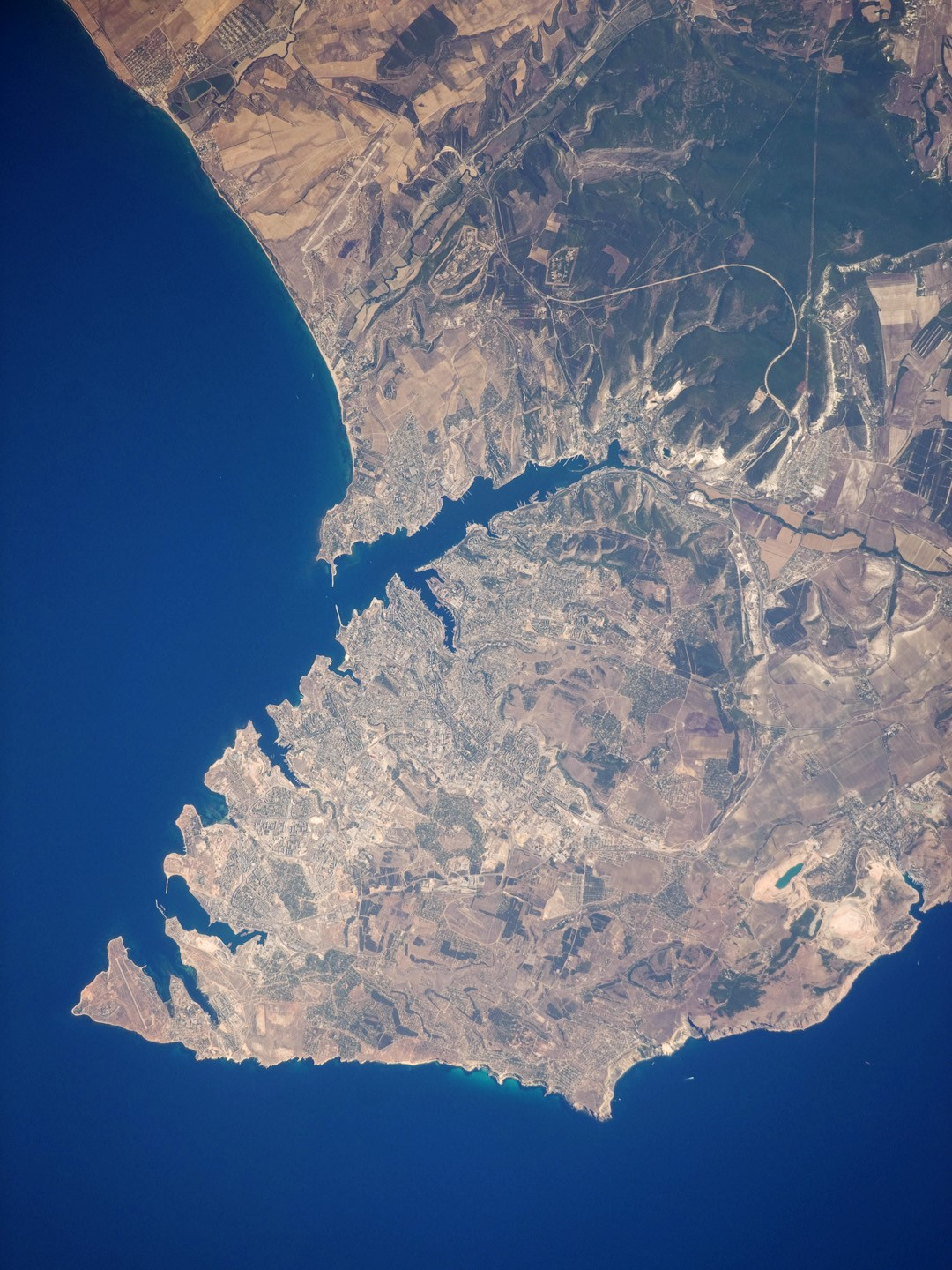
Imatge satèl·lit de la regió de Sebastòpol.

Sebastòpol (ucraïnès i rus: Севастополь, Sevastòpol; tàtar de Crimea: Aqyar) és una ciutat de la península de Crimea. És una gran base naval russa.
Ocupa una àrea total de 1.100 km², i inclou 864 km² terrestres (12% del qual és àrea poblada; 38% terreny dedicat a l'agricultura; i 50% és bosc i muntanya) i 236 km² de territori marítim.
Oficialment la ciutat pertany a Ucraïna, però de facto es troba sota la sobirania de Rússia des de l'annexió de Crimea i Sebastòpol per la Federació Russa. Malgrat ser a la península de Crimea, té un estatus separat tant per a Rússia com per a Ucraïna. A Ucraïna es considera una «ciutat amb estatus especial» que no forma part de la República Autònoma de Crimea i a la Federació Russa es considera una Ciutat Federal de Rússia fora de la República de Crimea.

## Geografia física
Sebastòpol comprèn una península i territori adjacent més una ria (que s'anomena badia de Sebastòpol) on desemboca el riu Txorna o Txorghun (ucraïnès: Чорна, Txorna; rus: Чёрная, Txórnaia; tàtar de Crimea: Чоргъун, Çorğun; llargada: 46 km).

## Política i govern

### Divisions administratives
Com es desprèn de les subdivisions administratives i la superfície total, Sebastòpol no és només una ciutat, sinó que s'assembla a una óblast però en petit. El territori comprèn: 
- 4 raions (район, raion) o districtes: 
  - Léninski raion (Ленінський район, durant la Unió Soviètica i fins al 1961 s'anomenava Сталінський, Stàlinski) - ocupa 26 km² i comprèn la ciutat de Sebastòpol en si. És el raion més central.
  - Nakhímovski raion (Нахімовський район) - ocupa 231,5 km² i comprèn 1 assentament de tipus urbà: Katxa; i 13 pobles i llogarrets.
  - Balaklavski raion (Балаклавський район) - ocupa 54,4 km² i comprèn la ciutat-satèl·lit de Sebastòpol, Balaklava (Балаклава), ara oficialment part de Sebastòpol, més la ciutat d'Inkerman i 16 pobles.
  - Gagàrinski raion (Гагарінський район) - ocupa 61,1 km² i 43,6 km de costa amb la mar Negra. Al seu territori es troba l'antic assentament grec de Quersonesos, Quersonès o Khersonès (Херсонес);
- la ciutat de Sebastòpol mateixa
- 1 ciutat més petita: la ciutat vinícola d'Inkerman (Інкерман);
- 1 assentament de tipus urbà o SMT (смт, smt, се́лище місько́го ти́пу, sélisxe miskogo tipu): Katxa (Кача);
- i 29 pobles i llogarrets.

### Principals ciutats
- Sebastòpol en si (Севастополь)
- Inkerman (Інкерман)
- Balaklava (Балаклава), ara part de la ciutat de Sebastòpol
- Katxa (Кача)

## Història
El seu nom prové del grec Sebastópolis (Σεβαστόπολις), literalment "ciutat altament respectable", situada prop de la colònia grega del Quersonesos (vegeu Ciutats gregues de Crimea). Més tard fou ocupada pels romans i després pels romans d'Orient.
Formà part del Kanat de Crimea fins que fou conquerida per l'Imperi Rus. En 1783-84 els russos hi construïren una base naval i fortalesa, i més tard un port comercial. Durant la guerra de Crimea, la ciutat fou assetjada (1854-55) per un exèrcit de 220.000 homes. Reconstruïda després de la guerra, la seva prosperitat fou estimulada amb l'arribada del ferrocarril (1875). En traslladar-se el port comercial a Feodòssia (1894), la ciutat restà reduïda a la seva funció principal de base naval i fortalesa. Durant la Segona Guerra Mundial fou assetjada i ocupada pels alemanys i alliberada per les tropes soviètiques (1944). En dissoldre's l'URSS i constituir-se Ucraïna com a estat independent (1991), la base naval de Sebastòpol fou motiu de disputa entre Ucraïna i Rússia.
En contradicció amb la constitució d'Ucraïna, la Rada (consell) de l'óblast va declarar el rus com a cooficial amb l'ucraïnès el 26 d'abril del 2005.
Finalment, el març del 2014 passà a formar part de la Federació de Rússia després d'un referèndum per adherir-se juntament amb la República de Crimea, amb la qual forma el Districte Federal de Crimea.

## Cultura

### Llocs i dades d'interès
- Quersonesos, Quersonès o Khersonès (grec Χερσόνησος, llatí Chersonesus, ucraïnès Херсонес, rus Херсонес), antiga colònia grega, ara jaciment arqueològic, monument nacional d'Ucraïna i candidat a Patrimoni de la Humanitat.

## Galeria d'imatges

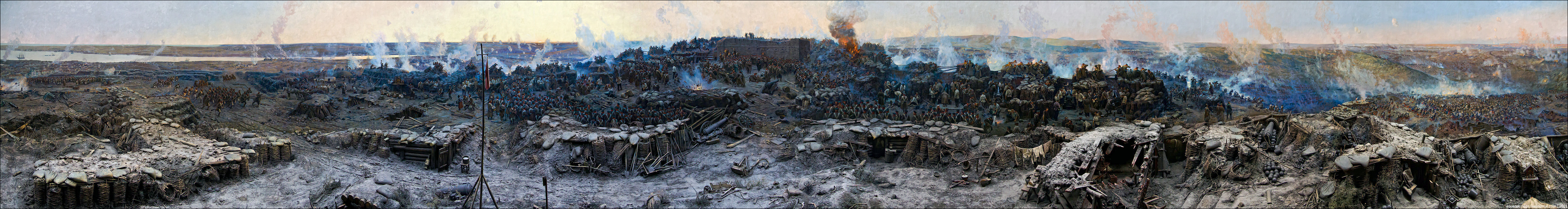
El panorama del setge de Sebastòpol pintat per Franz Rubaud el 1904.

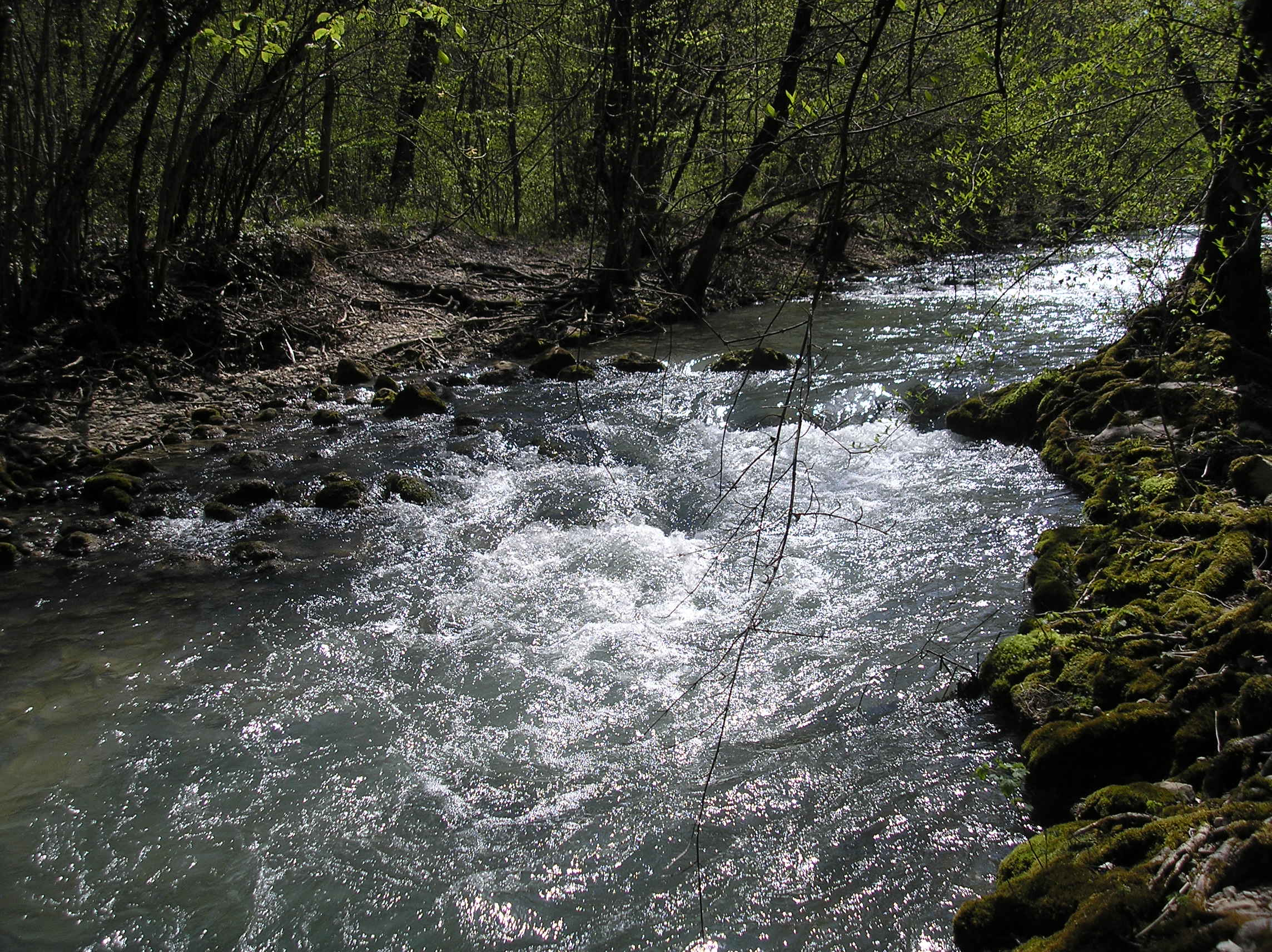
Curs mitjà del riu Txorna, baixant de les Muntanyes de Crimea.

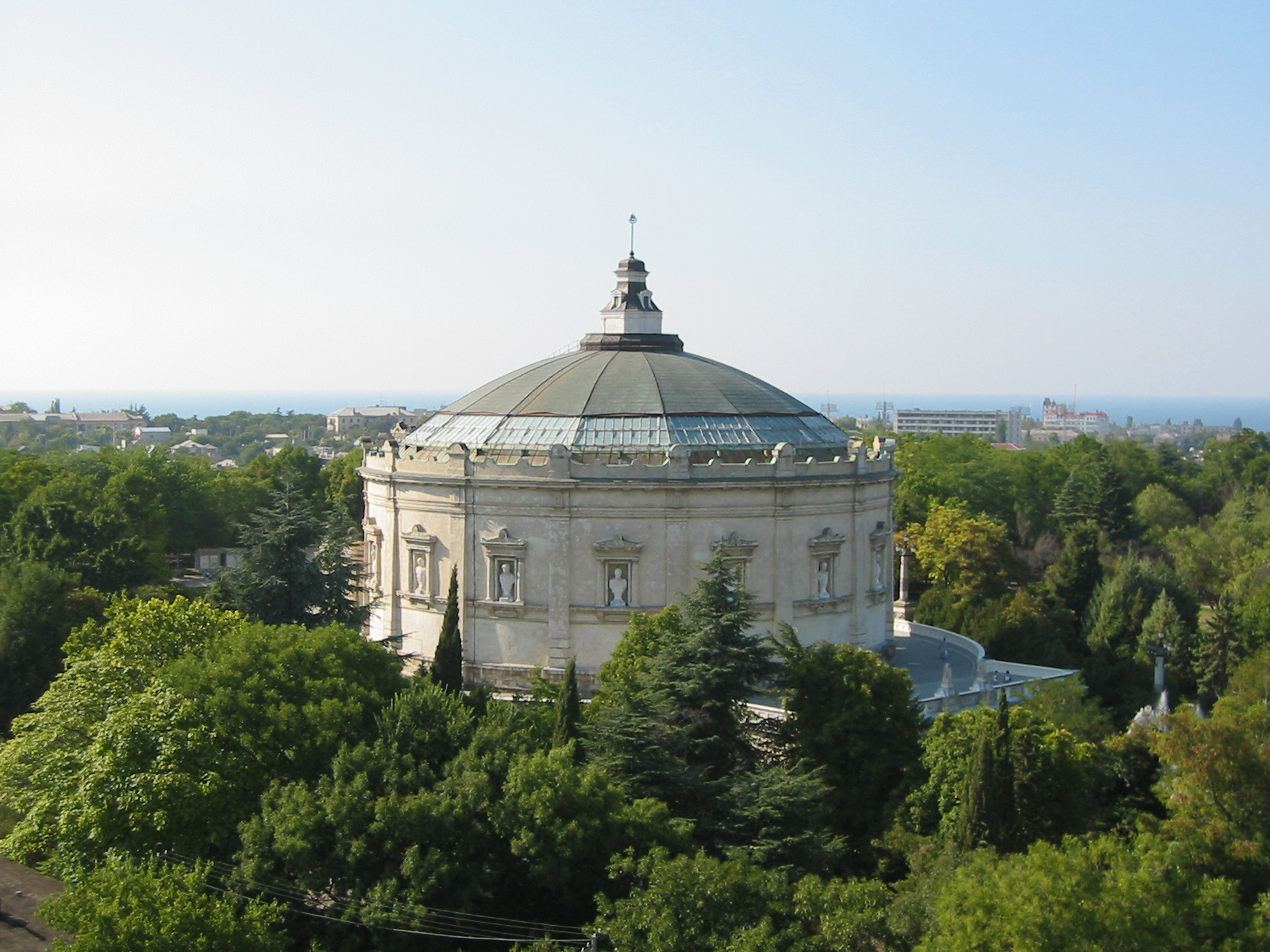
Museu - diorama del setge de Sebastòpol de 1854-55. La pintura original era de Franz Rubaud (Франц Олексі́йович Рубо).
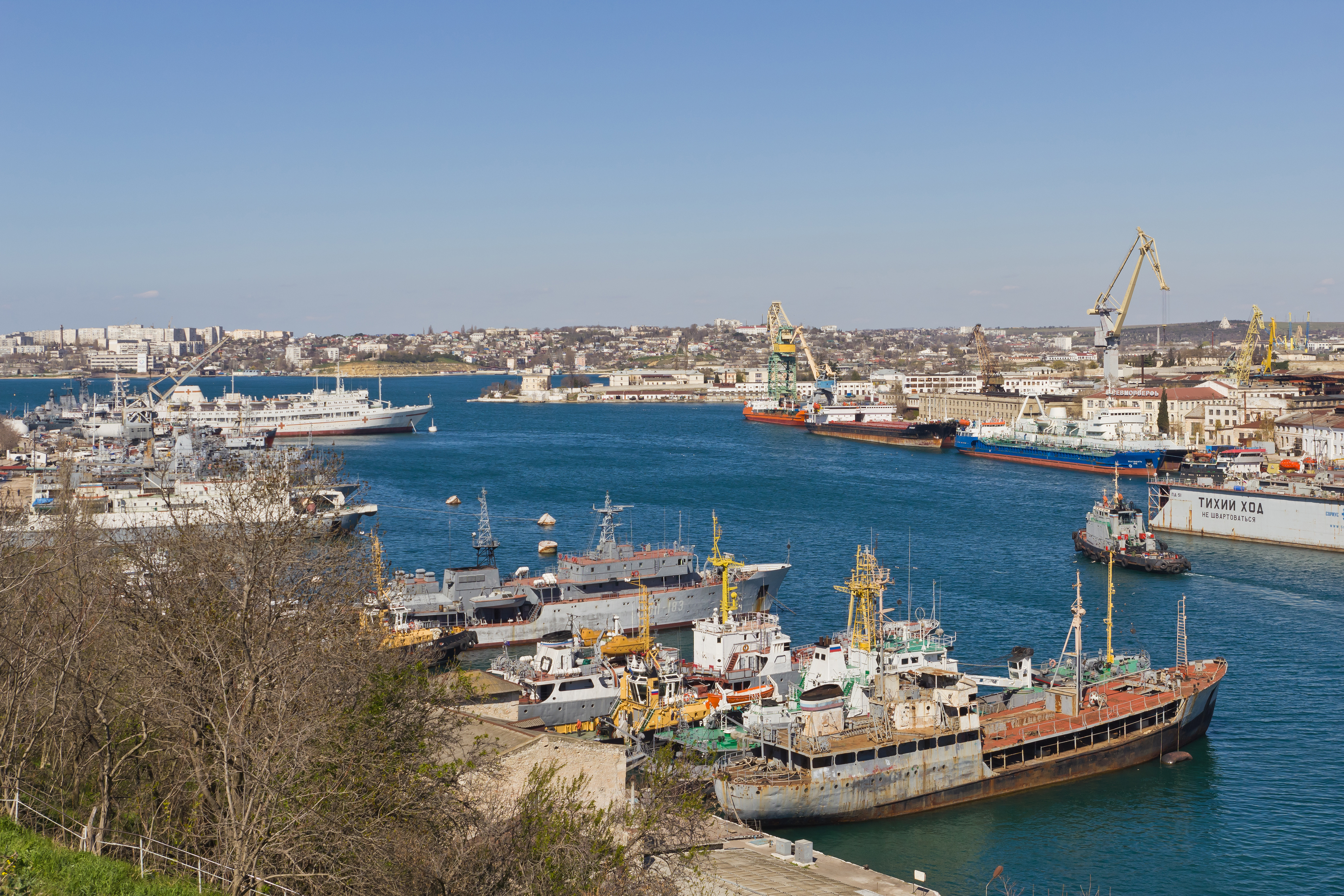
Vista de Sebastòpol.
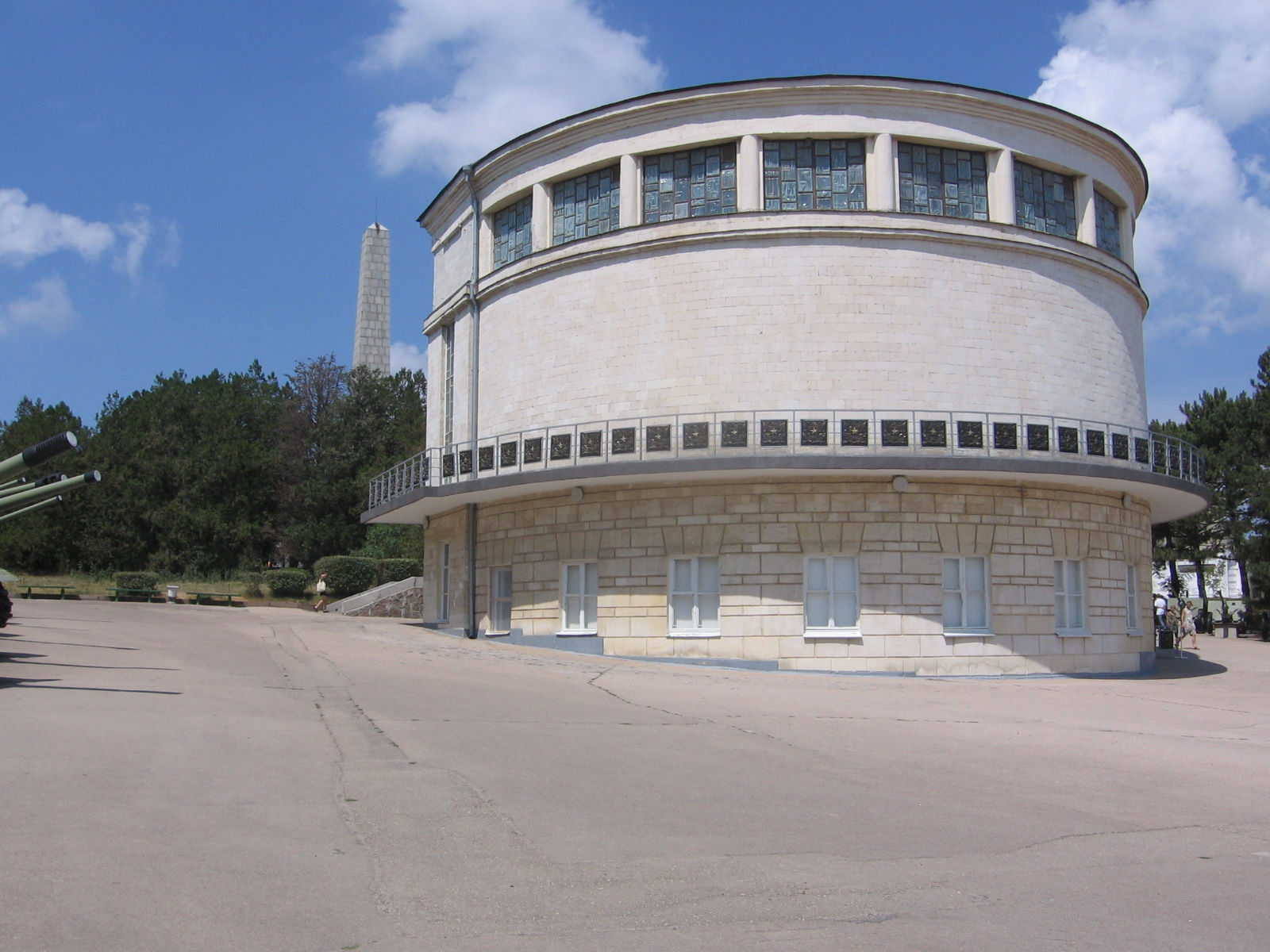
Museu-diorama de la tempesta de 1944 al Mont Sapun (data del 1959).
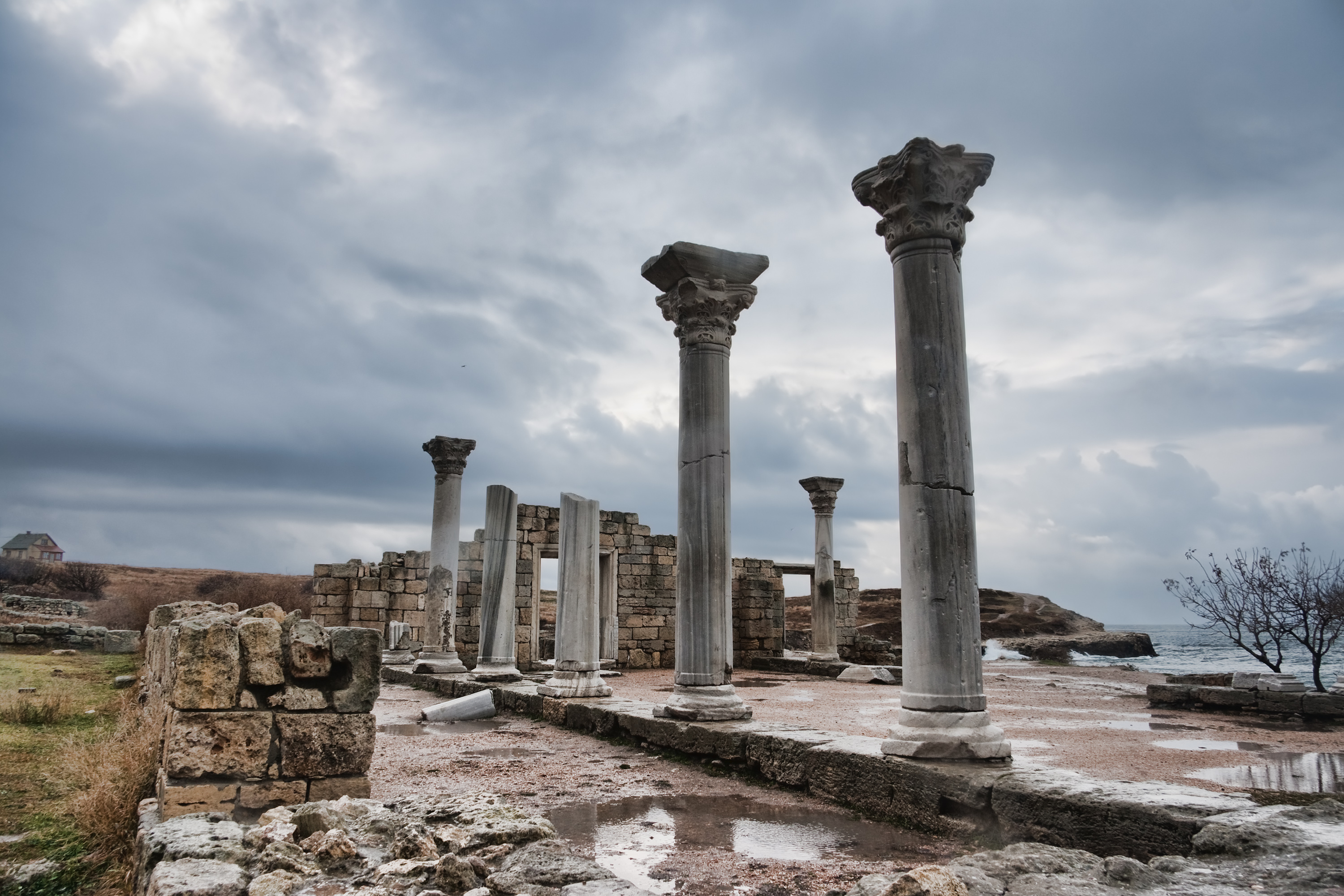
Ruïnes gregues de Quersonesos.